# Tetrachlor-p-benzochinon
Tetrachlor-p-benzochinon ist eine chemische Verbindung aus der Gruppe der chlorierten Benzochinone.

## Gewinnung und Darstellung
Tetrachlor-p-benzochinon kann durch Reaktion von p-Benzochinon mit Chlorwasserstoff gewonnen werden, wobei als Zwischenprodukte Chlorhydrochinon und Chlorbenzochinon entstehen.
Es kann auch aus Trichlorphenol dargestellt werden, wobei dabei häufig eine Verunreinigung mit PCDD gegeben ist.

## Eigenschaften
Tetrachlor-p-benzochinon ist ein brennbarer gelber Feststoff mit charakteristischem Geruch, der sehr schwer löslich in Wasser ist. Bei Temperaturen über 450 °C zersetzt sich die Verbindung, wobei Chlorwasserstoff, Kohlenmonoxid und Kohlendioxid entstehen. Er bildet Komplexe mit vielen nicht-aromatischen Elektronen-Donatoren, z. B. Carbonylverbindungen, Estern, Amiden, Lactonen, Lactamen und Alkyliodiden. Es wirkt als Fungizid und ist ein kräftiges Oxidationsmittel.

## Verwendung
Tetrachlor-p-benzochinon wird als Oxidationsmittel zur Dehydrierung verwendet.